# Полтавське (Перекопський район)
Полта́вське (до 1948 року — Чеґердікчі́-Манги́т, крим. Çegerdikçi Manğıt) — село Перекопського району Автономної Республіки Крим. Розташоване на півдні району.

## Населення
Згідно з переписом УРСР 1989 року чисельність наявного населення села становила 379 осіб, з яких 169 чоловіків та 210 жінок.
За переписом населення України 2001 року в селі мешкали 523 особи.

### Мова
Розподіл населення за рідною мовою за даними перепису 2001 року:
| Мова              | Відсоток |
| ----------------- | -------- |
| українська        | 40,92 %  |
| російська         | 33,27 %  |
| кримськотатарська | 25,24 %  |
| білоруська        | 0,19 %   |
| болгарська        | 0,19 %   |